# Прочанок памфіл
Прочанок памфіл або сінниця звичайна або малий жовтий сатир (Coenonympha pamphilus) — вид денних метеликів із родини Satyridae. Населяє відкриті трав'янисті галявини Євразії, а також рідколісся та узлісся лісів. Один із найбільш звичайних видів родини.

## Походження назви
Видовий епітет Pamphilus (грецька, «улюблений») дано на честь — Памфіла, учня Платона, якого слухав Епікур або ж може означати жителя Памфілії — країни на півдні Малої Азії.

## Опис

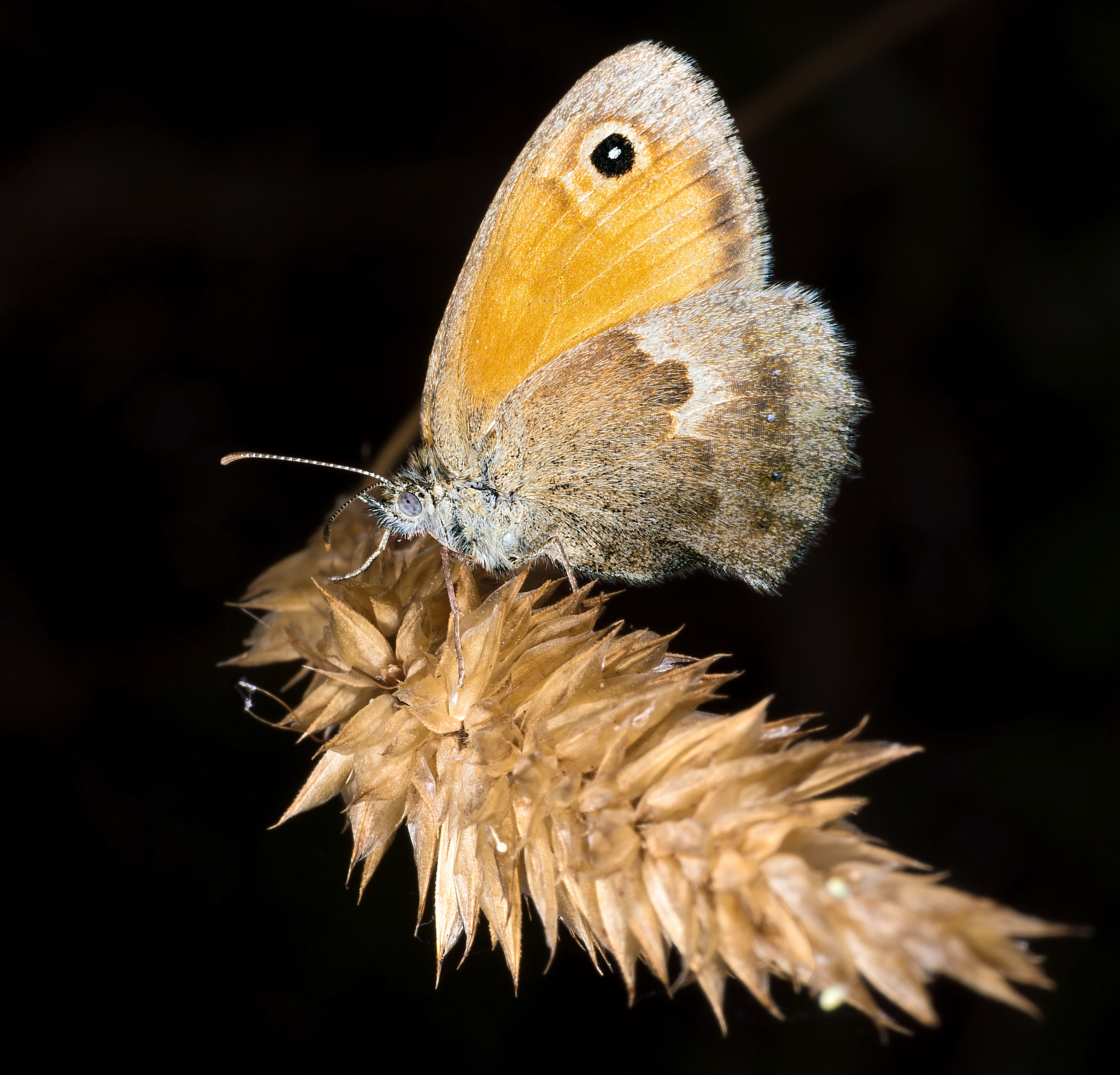
Нижня сторона крил

Вид відрізняється великою індивідуальною та сезонною мінливістю і представлений широким діапазоном більш або менш різних форм. Довжина переднього крила 14 — 17 мм.

## Ареал
Позатропічна Євразія. Звичайний і поширений вид, який, за винятком зони північних тундр, зустрічається по всій території Східної Європи.
Населяє луки різних типів, лісові узлісся, узбіччя доріг, лісові вирубки, галявини, береги річок, степу, пустирі, пасовища, сільськогосподарські угіддя, сади, парки, території населених пунктів і т. д. Відзначено також на малопридатних для розвитку булавоусих лускокрилих біотопах — піщаних морських узбережжях Чорного моря і супутніх солончаках.

## Біологія
Імаго зрідка харчуються нектаром різних чагарникових і трав'янистих медоносів. За рік розвиваються кілька поколінь, кількість яких залежить від широти ареалу і сезонних умов. На півночі розвивається в одному поколінні і час льоту метеликів припадає на липень. У середній смузі розвивається зазвичай два покоління і час льоту імаго припадає із середини травня до третьої декади червня, а також із середини липня до середини вересня. На півдні ареалу, а також у роки із жарким літом і теплою осінню буває до трьох поколінь, і строки льоту метеликів двох останніх можуть перекриватися і затягуватися до початку жовтня. Гусениці розвиваються дуже нерівномірно, внаслідок чого чіткі межі часу літа окремих поколінь можуть бути відсутніми. На Кавказі метеликів, що тільки що вийшли з лялечки, можна зустріти з початку травня до середини листопада.

## Життєвий цикл

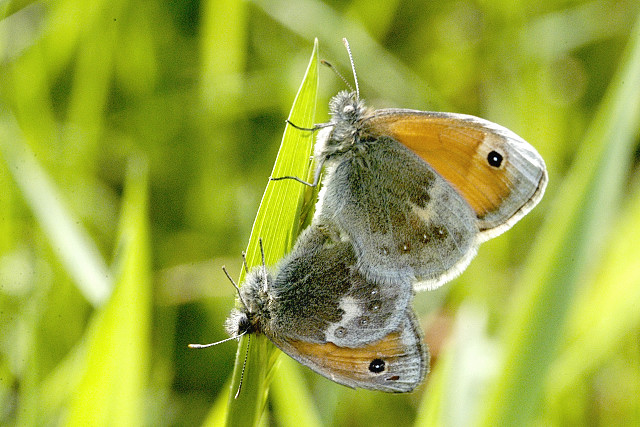
Пара метеликів

Самки відкладають яйця на злакові поблизу від поверхні ґрунту. Яйця діаметром 0,9 мм, при висоті 1,1 мм. Стадія яйця близько 6 днів. Гусениці останнього покоління розвиваються із зимівлею з липня-вересня по квітень-травень наступного року, харчуються переважно вночі.
Гусениці можуть бути салатного, зеленого і буро-зеленого кольору. Стадія гусениці триває 19-21 день.
Заляльковуються на стеблах травинок низько над землею. Кормові рослини: пахуча трава звичайна, куцоніжка (Brachypodium sp.), гребінник звичайний (Cynosurus cristatus), грястиця збірна, грястиця (Dactylis sp.), Deschampsia cespitosa, щучник звивистий, щучник, костриця овеча, костриця червона, вівсяниця, біловус, тонконіг однорічний, тонконіг.
Лялечки, переважно, зеленого кольору, але зрідка зустрічаються також бурого кольору з білими смугами.